# Peanut Harper
Mareen „Peanut“ Harper (* 15. August 1960 in San Francisco, Kalifornien als Mareen Louie) ist eine ehemalige US-amerikanische Tennisspielerin.

## Karriere
Während ihrer Tennislaufbahn gewann sie zwei Einzel- und vier Doppeltitel auf der WTA Tour. 1994 beendete sie ihre Karriere.

## Turniersiege

### Einzel
| Nr. | Datum           | Turnier | Kategorie | Belag           | Finalgegnerin | Ergebnis      |
| --- | --------------- | ------- | --------- | --------------- | ------------- | ------------- |
| 1.  | 29. April 1984  | Durban  | WTA       | Hartplatz       | Rene Uys      | 6:1, 6:4      |
| 2.  | 20. Januar 1985 | Denver  | WTA       | Teppich (Halle) | Zina Garrison | 6:4, 4:6, 6:4 |

### Doppel
| Nr. | Datum        | Turnier    | Kategorie   | Belag     | Partnerin            | Finalgegnerinnen               | Ergebnis      |
| --- | ------------ | ---------- | ----------- | --------- | -------------------- | ------------------------------ | ------------- |
| 1.  | April 1984   | Durban     | WTA         | Hartplatz | Anna Maria Fernández | Claudia Monteiro Beverly Mould | 7:5, 5:7, 6:1 |
| 2.  | August 1984  | Newport    | WTA         | Rasen     | Anna Maria Fernández | Lea Antonoplis Beverly Mould   | 7:5, 7:6      |
| 3.  | Oktober 1989 | Phoenix    | WTA Tier V  | Hartplatz | Penny Barg           | Elise Burgin Rosalyn Fairbank  | 7:6, 7:6      |
| 4.  | Oktober 1991 | Scottsdale | WTA Tier IV | Hartplatz | Cammy MacGregor      | Sandy Collins Elna Reinach     | 7:5, 3:6, 6:3 |

## Persönliches
Sie ist verheiratet mit Tim Harper und hat zwei Kinder.